# Defensoría del Pueblo (Venezuela)
La Defensoría del Pueblo  es una de las instancias del Poder Ciudadano de Venezuela en conjunto con el Ministerio Público y la Contraloría General de la República, el mismo tiene su asiento en la ciudad de Caracas. La Defensoría tiene su origen en la Constitución de 1999 en la cual se reconoce, por primera vez, un poder para garantizar la moral y la trasparencia del Estado, el Poder Ciudadano.
La Defensoría del Pueblo según la Constitución tiene como finalidad la promoción, vigilancia y defensa de los Derechos humanos (DDHH) en el país. Es dirigida por el Defensor del pueblo quien se encarga de velar por el buen funcionamiento de la instancia. El defensor es elegido por una comisión especial de diputados de la Asamblea Nacional por un período de siete años.

## Orígenes
El origen de la figura del Defensor del Pueblo se remonta al siglo XVI, bajo la figura del Ombudsman ("el que actúa en nombre de otro") en Suecia. Dicha institución es creada para fungir como un límite a los abusos de las autoridades del estado, así como para promover el respeto y conocimiento de los DDHH. En tal sentido, se erige como un comisionado encargado de supervisar la actuación de los funcionarios de los poderes públicos.
En Venezuela, en el marco de la Asamblea Nacional Constituyente de 1999, surge el Poder Ciudadano, integrado por el Ministerio Público, la Contraloría General, y la Defensoría del Pueblo, la cual tiene a su cargo “la promoción, defensa y vigilancia de los derechos y garantías” establecidos en la Constitución de la República Bolivariana de Venezuela (CRBV) y los tratados internacionales, en defensa de la vigencia del Estado Democrático y Social de Derecho y de Justicia, establecido al principio de la carta magna.

## Historia
En octubre de 2024 la ONG Acceso a la Justicia a través de un informe entregado el 15 de octubre denunció ante el Consejo de Derechos Humanos de las Naciones Unidas a la Defensoría del Pueblo dirigida por el defensor Alfredo José Ruiz Angulo del cual se reveló que el organismo no está cumpliendo «con su obligación de otorgar una defensa técnica diligente y efectiva a las personas detenidas y procesadas» quedando en un grave estado de indefensión y desprotección, en la casi totalidad de los casos investigados y documentados por la Misión luego de las más de 1950 detenciones durante las protestas posteriores a las elecciones presidenciales. El comportamiento de las autoridades representa una clara violación a lo previsto en los artículos 44 y 49 de la Constitución de 1999.

## Funciones
- Inspeccionar libremente las dependencias y establecimientos de los órganos del Estado, así como cualquiera otra institución o empresa a fin de garantizar la protección de los DDHH.
- Presentar iniciativas de ley u ordenanzas, o formular recomendaciones, en relación con los DDHH.
- Promover la suscripción, ratificación, adhesión, difusión y aplicación de tratados, pactos y convenciones relativos a DDHH.
- Promover, divulgar y ejecutar programas educativos y de investigación para la difusión y efectiva protección de los DDHH.
- Proteger a las personas contra las arbitrariedades y desviaciones de poder.
- Servir de facilitador en la resolución de conflictos en materias de DDHH.
- Solicitar a las personas e instituciones la información o documentación relacionada al ejercicio de sus funciones, sin que pueda oponérsele reserva alguna.
- Tomar acciones frente a la amenaza o violación de los DDHH.
- Velar por el correcto funcionamiento de los servicios públicos y la conservación y protección del medio ambiente.
- Velar por los DDHH y de los pueblos indígenas.
- Velar por los derechos y garantías de las personas privadas de libertad.

## Defensorías delegadas especiales
- Área de Discapacidad: atención de las personas con discapacidad física o mental
- Derechos Ambientales: gestión ambiental y derechos ambientales.
- Derechos de la Mujer: igualdad de género, y reivindicación de la mujer.
- Niños, niñas y adolescentes: derecho al buen trato hacia los niños, niñas y adolescentes
- Protección Juvenil.
- Pueblos Indígenas.
- Régimen Penitenciario: derechos de las personas privadas de libertad.
- Salud y Seguridad Social.

## Defensores
| Defensores del Pueblo de Venezuela |                     |                    |                                                                                 |
| Orden                              | Nombre              | Período            | Observaciones                                                                   |
| 1                                  | Dilia Parra Guillen | 1999 - 2000        | Especialista en derecho laboral y activista de los derechos humanos             |
| 2                                  | Germán Mundaraín    | 2000 - 2007        | Primer hombre en ocupar este cargo                                              |
| 3                                  | Gabriela Ramírez    | 2007 - 2014        | Segunda mujer en ocupar este cargo                                              |
| 4                                  | Tarek William Saab  | 2014 - 2017        | Cesa sus funciones como defensor al ser nombrado fiscal general de la República |
| 5                                  | Alfredo Ruiz        | 2017 - En el cargo | Sustituye a Tarek William Saab                                                  |

## Enláces externos
- Página oficial de la Defensoría del Pueblo

- Datos: Q2928361